# Marcus Julius Alexander
Marcus Julius Alexandre (12 - 44), fils d'Alexandre l'Alabarque et frère de Tiberius Julius Alexander, est un puissant et distingué marchand juif d'Alexandrie.

## Origine
Marcus né et est élevé à Alexandrie, en Égypte est le second fils d'Alexandre l'Alabarque, un puissant aristocrate juif. Son frère aîné est Tiberius Julius Alexandre et son oncle paternel est l'exégète et philosophe Philon d'Alexandrie. 
Il provient d'une famille aristocratique qui vit à Alexandrie depuis plusieurs générations. Ses ancêtres et sa famille sont contemporains du règne de la dynastie lagide et des Séleucides. Marcus est issu d'une lignée qui est noble, honorable et puissante. C'est son grand-père paternel ou son arrière grand-père qui reçoit la citoyenneté romaine du dictateur Jules César. Ses ancêtres et leur famille avaient des liens sociaux et des relations avec le Grand prêtre d'Israël, les Hasmonéens, la dynastie hérodienne ainsi que les Julio-Claudiens à Rome[citation nécessaire]. 
Marcus et son frère reçoivent une éducation approfondie dans les cultures égyptienne, juive, grecque et romaine, particulièrement dans le Judaisme, l'étude du Tanakh et de la philosophie grecque.

## Union
Le père de Marcus et le roi hérodien Agrippa Ier étaient des amis de longue date. Agrippa Ier, en remerciement pour
Alexander l'Alabarque, qui l'avait soutenu dans le passé organise le mariage de sa fille Bérénice avec Marcus en 41. Cette union sera brève car Marcus meurt dès le mois d'août 44 sans laisser d'enfant de son union avec Bérénice dont le père arrange ensuite le mariage avec son oncle paternel Hérode de Chalcis.